# Kevin J. O’Connor
Kevin J. O’Connor (* 15. November 1963 in Chicago, Illinois; eigentlich Kevin James O’Connor) ist ein US-amerikanischer Schauspieler.

## Leben
O’Connor, Sohn einer Lehrerin und eines Polizisten, machte eine Schauspielausbildung an der DePaul/Goodman School of Drama. Nach Abschluss der Ausbildung spielte O’Connor 1989 in Raphael Limas Bühnenstück El Salvador. Sein Off-Broadway-Debüt in New York City gab er in The Colorado Catechism von Vincent J. Cardinal in der Circle Repertory Company.
Sein Leinwanddebüt gab der Schauspieler als High-School-Rebell Michael Fitzsimmons in Francis Ford Coppolas Peggy Sue hat geheiratet von 1986. Seine erste gemeinsame Arbeit mit Regisseur Stephen Sommers war der Science-Fiction-Film Octalus – Der Tod aus der Tiefe. Es folgten Produktionen wie Die Mumie und Van Helsing, ebenfalls unter der Regie Sommers.

## Filmografie (Auswahl)
- 1986: One More Saturday Night
- 1986: Peggy Sue hat geheiratet (Peggy Sue Got Married)
- 1988: Wilde Jahre in Paris (The Moderns)
- 1988: Caine – Die Meuterei vor Gericht (The Caine Mutiny Court-Martial, Fernsehfilm)
- 1988: Robert Altmanss Tanner '88 (Tanner ’88, Miniserie, 7 Folgen)
- 1989: Magnolien aus Stahl (Steel Magnolias)
- 1990: Die Liebe eines Detektivs (Love at Large)
- 1991: F/X 2 – Die tödliche Illusion (F/X2)
- 1992: Ein ganz normaler Held (Hero)
- 1992: Equinox
- 1994: Color of Night
- 1994: Flucht aus Absolom (No Escape)
- 1995: Unsere feindlichen Nachbarn (Canadian Bacon)
- 1995: Virtuosity
- 1995: Lord of Illusions
- 1996: Ein Schlag ins Gesicht (Hit Me)
- 1997: Chicago Cab
- 1997: Ein toller Käfer kehrt zurück (The Love Bug, Fernsehfilm)
- 1997: Amistad
- 1998: Gods and Monsters
- 1998: Octalus – Der Tod aus der Tiefe (Deep Rising)
- 1998: Black Cat Run – Tödliche Hetzjagd (Black Cat Run, Fernsehfilm)
- 1999: Die Mumie (The Mummy)
- 1999: Der Chill Faktor (Chill Factor)
- 2000: The Others (Fernsehserie, 9 Folgen)
- 2004: Van Helsing
- 2005: Criminal Intent – Verbrechen im Visier (Law & Order: Criminal Intent, Fernsehserie, 1 Folge)
- 2006: Seraphim Falls
- 2007: Plane Dead – Der Flug in den Tod (Flight of the Living Dead: Outbreak on a Plane)
- 2007: There Will Be Blood
- 2009: The Beast (Fernsehserie, 13 Folgen)
- 2009: G.I. Joe – Geheimauftrag Cobra (G.I. Joe: The Rise of Cobra)
- 2012: The Master
- 2012–2013: The Mob Doctor (Fernsehserie, 9 Folgen)
- 2014–2015: Chicago P.D. (Fernsehserie, 14 Folgen)
- 2016: 11.22.63 – Der Anschlag (11.22.63; Fernsehserie, 7 Folgen)
- 2017: The Blacklist (Fernsehserie, 1 Folge)
- 2018: Widows – Tödliche Witwen (Widows)
- 2019: Captive State
- 2019: Catch-22 (Fernsehserie, 6 Folgen)
- 2019: On Becoming a God in Central Florida (Fernsehserie, 6 Folgen)
- 2020: Ich wünsche mir ein Einhorn (Wish Upon A Unicorn)